# Araneus favorabilis
Araneus favorabilis är en spindelart som beskrevs av William Joseph Rainbow 1916. Araneus favorabilis ingår i släktet Araneus och familjen hjulspindlar.
Artens utbredningsområde är Queensland. Inga underarter finns listade i Catalogue of Life.